# Antiexemplu
Antiexemplu este un single al formației Carla's Dreams lansat la 8 februarie 2017. Piesa a fost compusă și produsă de Carla's Dreams.
Piesa dă numele albumului lansat pe 13 mai 2017, ANTIEXEMPLU. Clipul a avut un milion de vizualizări la doar câteva zile de la lansare. Cântecul a intrat repede în topurile muzicale din România și Republica Moldova și a ocupat primul loc.

## Bazele proiectului
Antiexemplu a fost compus de membrii formației Carla's Dreams, iar de producție s-au ocupat Alex Cotoi și Carla's Dreams.

## Live
Piesa a fost interpretată pentru prima oară la Kiss FM în februarie 2017. Clipul a strâns peste 63.000 vizualizări.

## Videoclip
Filmările au avut loc la Chișinău în regia lui Roman Burlaca, regizorul care a filmat toate clipurile trupei. Videoclipul a fost încărcat pe canalul de YouTube al trupei. În iulie 2017, clipul avea peste 22 milioane de vizualizări.

## Performanță în topuri
În categoria pieselor românești a Media Forest România, Antiexemplu debutează pe poziția a 7-a cu un număr de 91 de difuzări la aproape 2 săptămâni de la lansare. Piesa ajunge repede pe prima poziție cu un număr de 144 de difuzări și rămâne în frunte timp de 8 săptămâni consecutive.

## Topuri
| Grafic (2017)                                       | Poziția |
| --------------------------------------------------- | ------- |
| Republica Moldova (Airplay Top 100)                 | 1       |
| România (Romanian Top 100)                          | 1       |
| România (Media Forest)                              | 1       |
| România (Kiss Top 40/Kiss FM)                       | 2       |
| România (Most Wanted/Radio Zu)                      | 1       |
| România (Virgin Radio Hot 40 /Virgin Radio Romania) | 5       |

## Lansări
| Țara    | Data             | Format           | Casă discuri   |
| ------- | ---------------- | ---------------- | -------------- |
| România | 8 februarie 2017 | Digital Download | Global Records |